# 徐堉
徐堉（1854年—？），字仁甫，号东鹤。山东诸城县徐家大庄（今青岛市黄岛区大场镇柳行大庄）人。清朝官员，书法家。

## 生平
光绪三年（1877年）中式丁丑科进士；光绪三年五月，改翰林院庶吉士。光绪六年四月，散館后，著以部属用，改礼部主事；升員外郎。官至貴州道監察御史。
徐堉工诗文，善书画。

## 外部連結
- 徐堉 （页面存档备份，存于） 中研院史語所